# Малые Кибечи
Ма́лые Кибе́чи (чув. Ӑвӑспӳрт Кипеч) ― село в Канашском районе Чувашии, административный центр Малокибечского сельского поселения.

## География
Село Малые Кибечи находится на границе трех районов Чувашии: Канашского, Урмарского и Янтиковского. Расстояние до районного центра 24 км, расстояние до г. Чебоксары — 85 км. Рядом проходит железная дорога Казань-Канаш.

## История
Малые Кибечи создана в 1630—1640 годах выходцами из деревни Большие (или Старые) Кибечи (в настоящее время не существует, находилась в 3 км на запад). Рядом находилась деревня Балдачево. В 1903 году две деревни слились в одну — Малые Кибечи. Жители — чуваши, до 1724 ясачные, до 1866 государственные крестьяне; занимались земледелием, животноводством, кузнечным, портняжным и сапожно-башмачным промыслами. В составе Кармамеевской волости Свияжского. уезда, Шибылгинской волости Цивильского уезда. в XVIII в. — 1927, Канашского района — 1927-35, с 1956, Шихазанского района — 1935-56. Во время организации колхозов в 1930 году из Малых Кибеч выделились 28 хозяйств, которые переехали на новое место, образовав выселки Берёзовка.
Школа грамоты открыта 18 октября 1886 г. В 1936 году школа стала средней. В 2001 году школе присвоено имя Яковлева Алексея Яковлевича, директора школы построившего новое двухэтажное здание школы в 1976 г. В 2001 году в школе открыли две дошкольные группы (детский сад). В 2007 году школа реорганизована в основную.
В 1908 году открыта церковь иконы Божьей Матери Казанской (закрыта в 1930 году). В 1990 году построена деревянная церковь. В ноябре 2008 года освящена двухпрестольная кирпичная церковь. Второй престол освящен в честь Георгия Победоносца. В 2017 году рядом построен храм в честь Блаженной Матроны Московской.
На Великую Отечественную войну ушли более 350 уроженцев села, 144 из них погибли на полях сражений.

## Население
В 1771—1773 годах крещённых чувашей: деревня Балдачева — 65 душ, деревня Малые Кибечи — 75 душ. (Корсаков Д. А. Сборник материалов по истории Казанского края в 18 в. 1908 г.)
На 1866 год Малые Кибечи насчитывали 59 дворов, в них проживало 147 душ мужского, 170 женского пола; в Балдачева насчитывался 51 двор, в которых проживало 130 душ мужского, 141 женского пола.
На 1907 год в Кибечи-Балдачева Малые проживало 1235 душ (Список селений Казанской губернии 1912 г.);
1926 — 301 двор, 695 муж., 799 жен.;
1939 — 812 муж., 987 жен.;
1979 — 782 муж., 928 жен.; (Чувашская энциклопедия)
2002 — 500 дворов, 1152 чел.: 563 муж., 589 жен.;
2010 — 502 частных домохозяйство, 1105 чел.: 521 муж., 584 жен.
Проживают чуваши. 